# Kärsämäki
Kärsämäki là một đô thị của Phần Lan.
Đô thị này nằm ở tỉnh Oulu trong vùng Bắc Ostrobothnia. Đô thị này có dân số 3.107 người (năm 2003) với diện tích là 701,12 km² trong đó có 3,67 km² là diện tích mặt nước. Mật độ dân số là 4,4 người trên mỗi km².
Đô thị này chỉ sử dụng tiếng Phần Lan.

## Các làng
- Venetpalo
- Kirkonkylä
- Miiluranta
- Ojalehto
- Alajoki
- Porkkala
- Rannankylä
- Saviselkä
- Sydänmaankylä
- Venetpalo
- Pyrrönperä

## Nhân vật nổi bật
- Berndt Leonard Frosterus
- Aappo Luomajoki
- Markku Koski
- Kalevi Hemilä
- Paula Vesala
- Matti Ristinen